# Південні варвари в Японії, ширма
Південні варвари в Японії, ширма (англ. “Southern Barbarians” in Japan) - назва декоративної японської ширми, створеної в 17 столітті.

## Назва і контакти з португальцями
«Південні варвари» — умовна , але поширена в Японії 17 століття назва португальців, що прибули в країну. Вони прибули з Макао і просувались територією Японії з півдня на північ. Звідси назва «Південні варвари».
Агресивні португальці волали не тільки торгувати. Разом із колонізаторами і торговцями в Японію прибули католицькі місіонери, що агресивно несли місцевим мешканцям настнови католицизму. Згодом це викликало занепокоєння і спротив уряду Японії, що надзвичайно погіршило і стосунки з портругальцями, і офіційне ставлення до них. 
Відбитком контактів двох надто несхожих цивілізацій 17 століття і були твори мистецтва, створені як в Португалії, так і в Японії.

## Опис твору

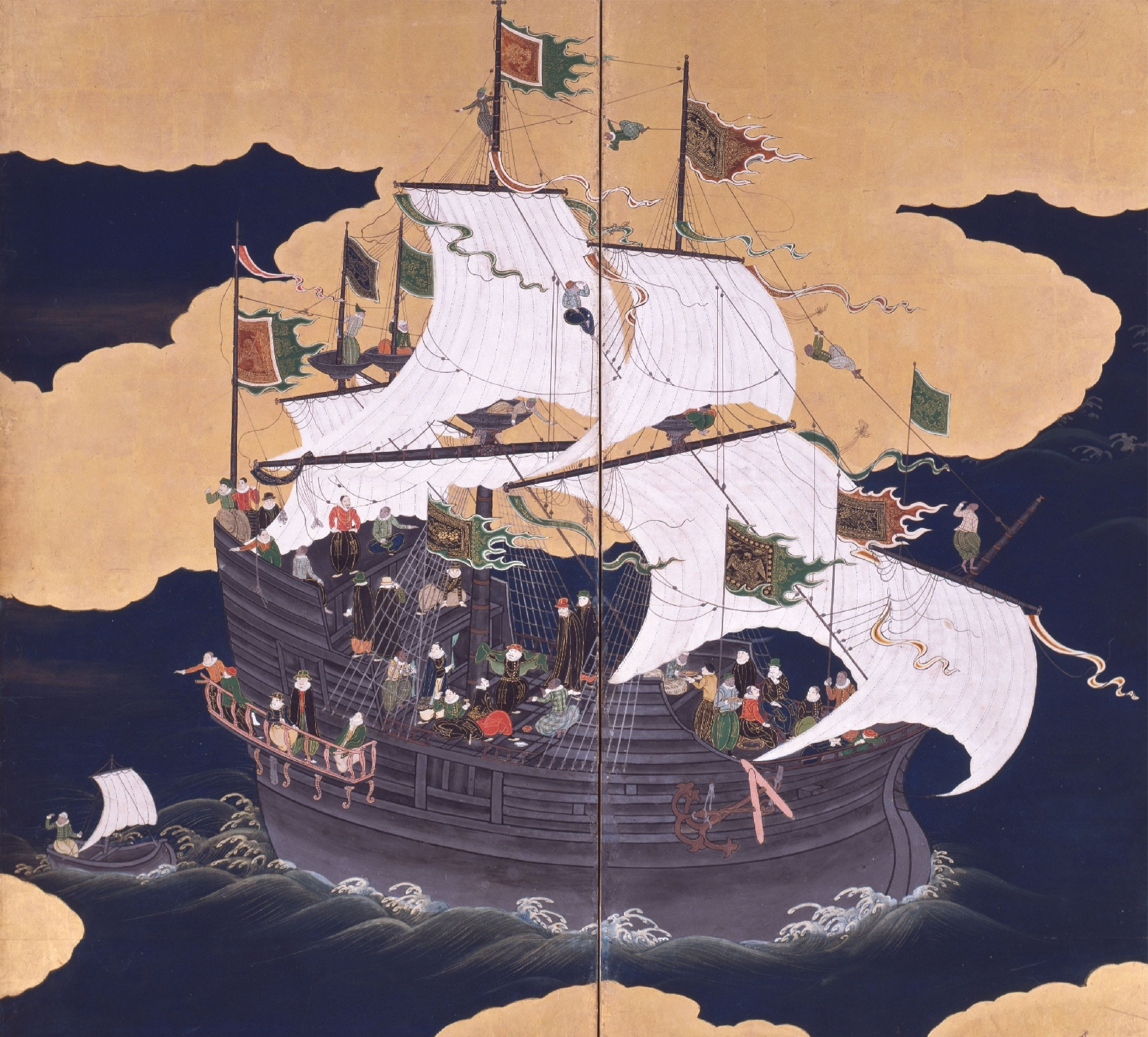
Вітрильник португальців, японська ширма 17 ст., фрагмент.

Ширма «Південні варвари в Японії» зі збірок музею Фрір — це шість окремих стулок, поєднаних у єдину картину сюжетом. На ширмі подана торгова вуличка японського міста, котрою прямують іноземці-португальці в незвичних для японців одязі та капелюхах.  Це викликає подив і глузування, бо для обмеженої свідомості пересічних японських мешканців 17 століття (котрі нуколи не були за кордонами островів) все іноземне було  екзотичним, неправильним і варварським. 
Тим не менше художник намагався точно відтворити костюми незвичних візитерів, їх капелюшки, взуття і панталони. Композиція розгортається горизонтально, група португальців прямує в напрямку праворуч. Художник ніби спостерігає за ними з узвищя чи вежі, що дозволяє спостерігати за натовпом іноземців з певної відстані. Про це свідчать і  дахи щільно забудованих японських будиночків і крамничок численних торговців на першому плані.
В картині поєднані як реальні спостереження за іноземцями, так і озаки традиційного японського живопису - умовна і наївна ще перспектива, золотий туман, що приховує частини композиції, золоте тло картини. Золотою фольгою на картині висланий навіть шлях торгової вулички — ще одна умовність традиційного японського живопису. Адже японський художник не забуває про декоративність ширми, призначеної для інтер'єру домівки багатія. На декоративні якості ширми працює також орнаментальний бордюр, до облямовує ширму з усіх боків.
Це не єдина японська ширма з подібним сюжетом. Існує декілька японських ширм, де різні художники подали власні варіанти подібних композицій як на суходолі, так  і з вітрильниками португальців на морі. Їх можна поєднати спільною назвою «Південні варвари в Японії».

## Вибрані фрагменти різних ширм «Південні варвари в Японії»

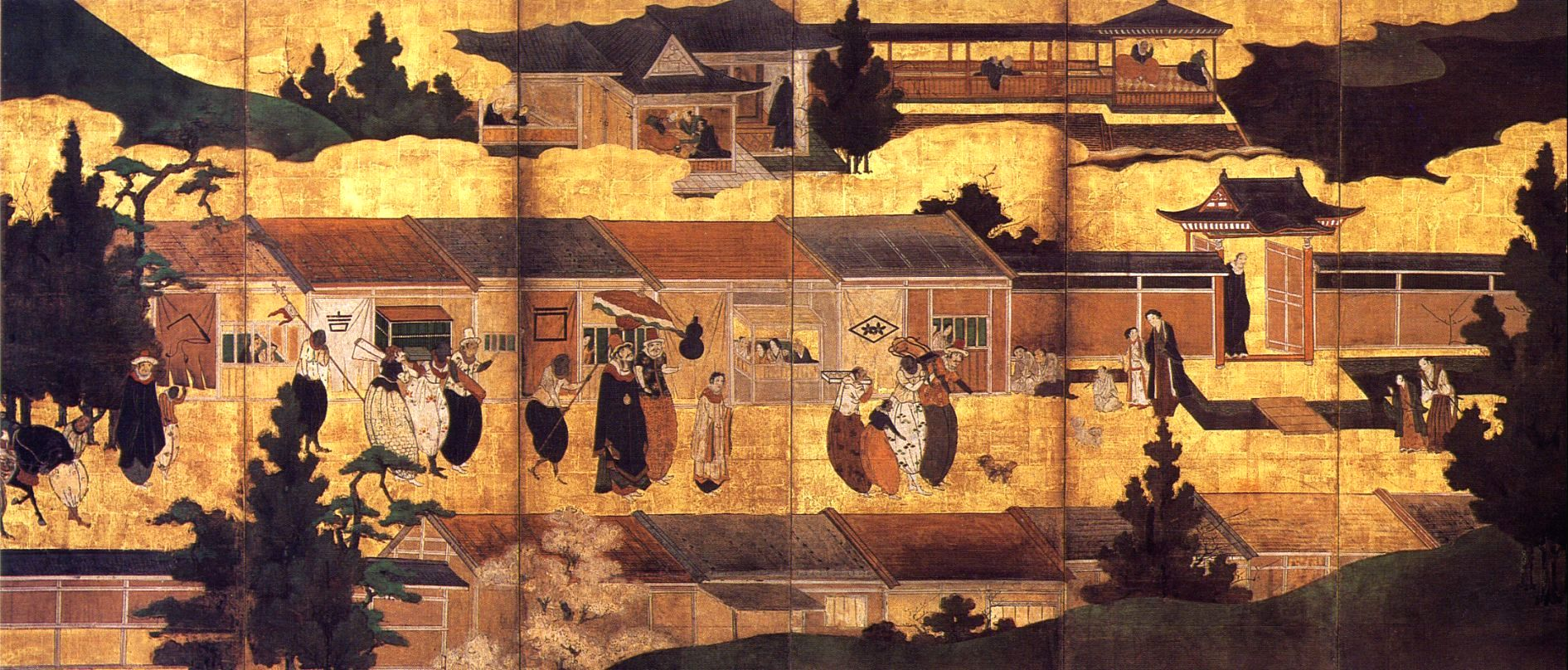
Історичний музей префектури Канагава, Японія.

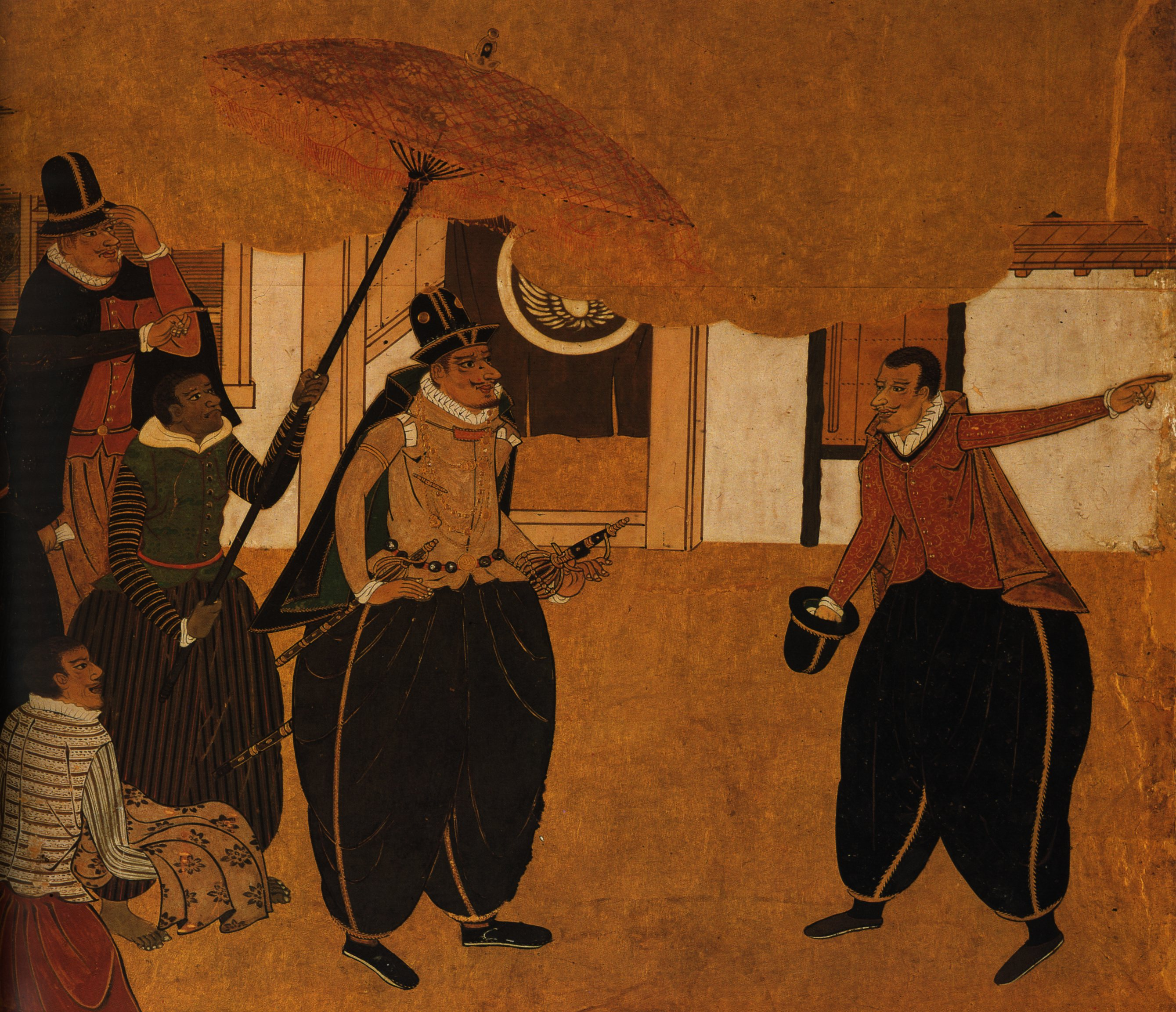
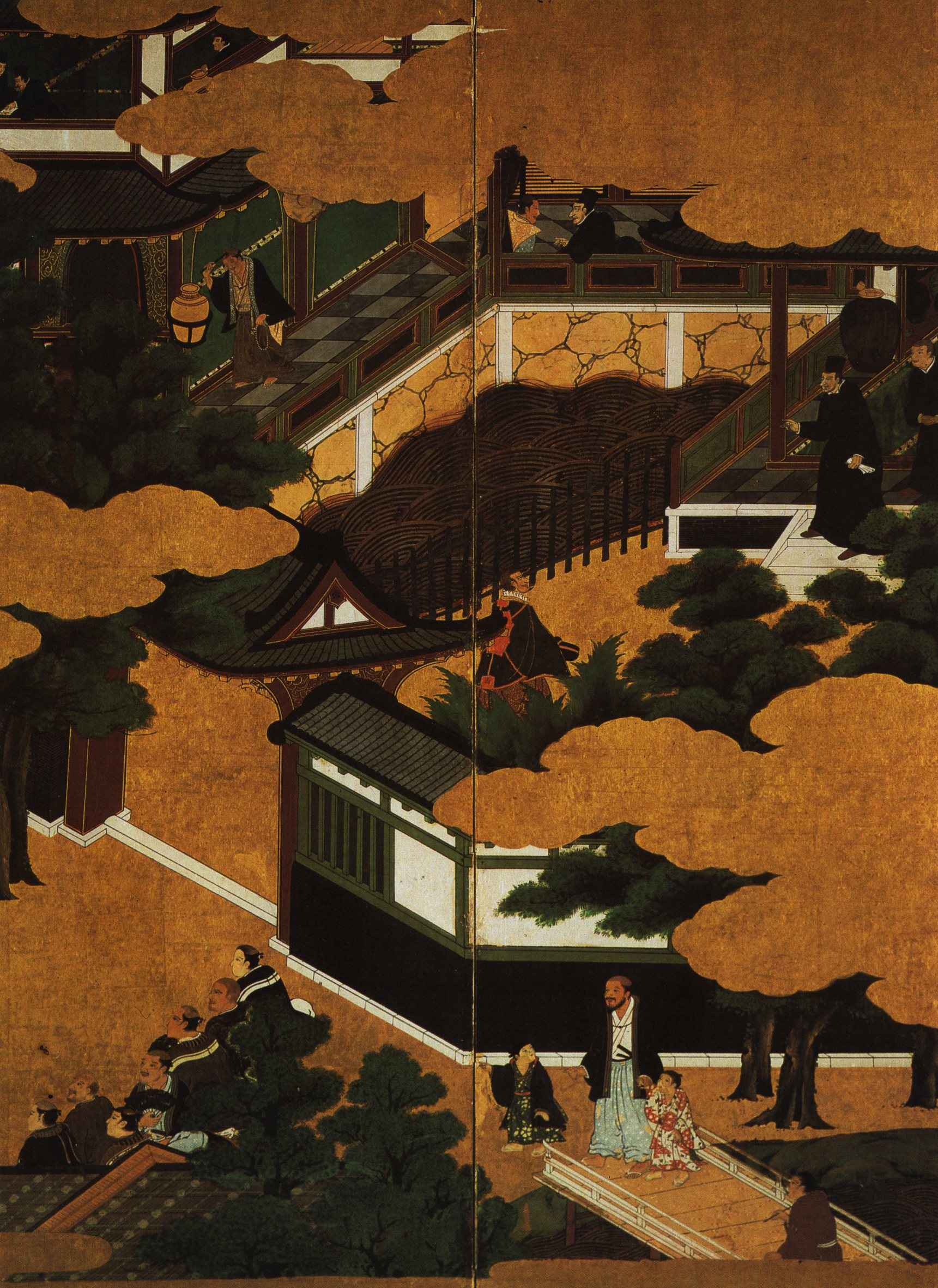
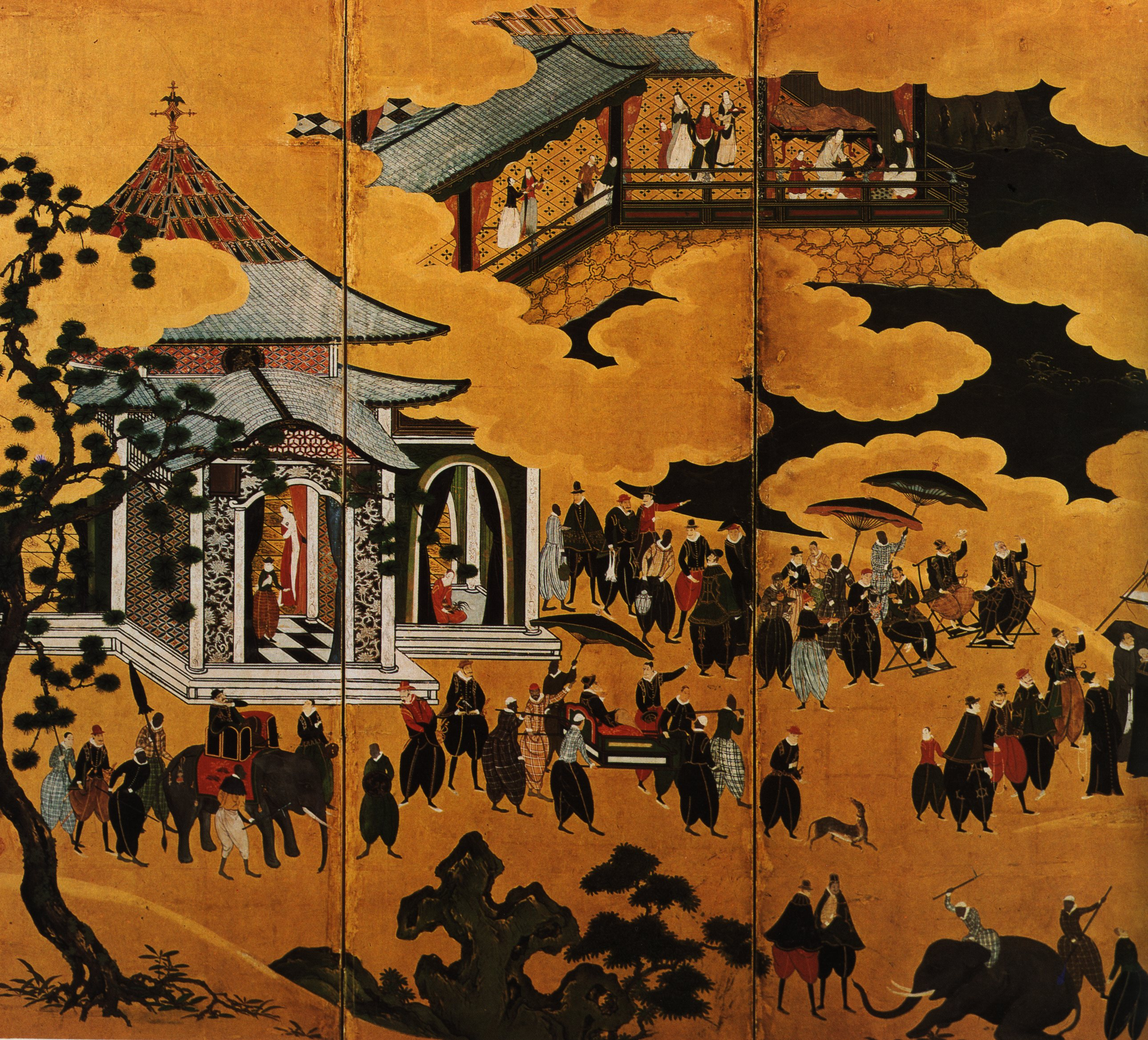
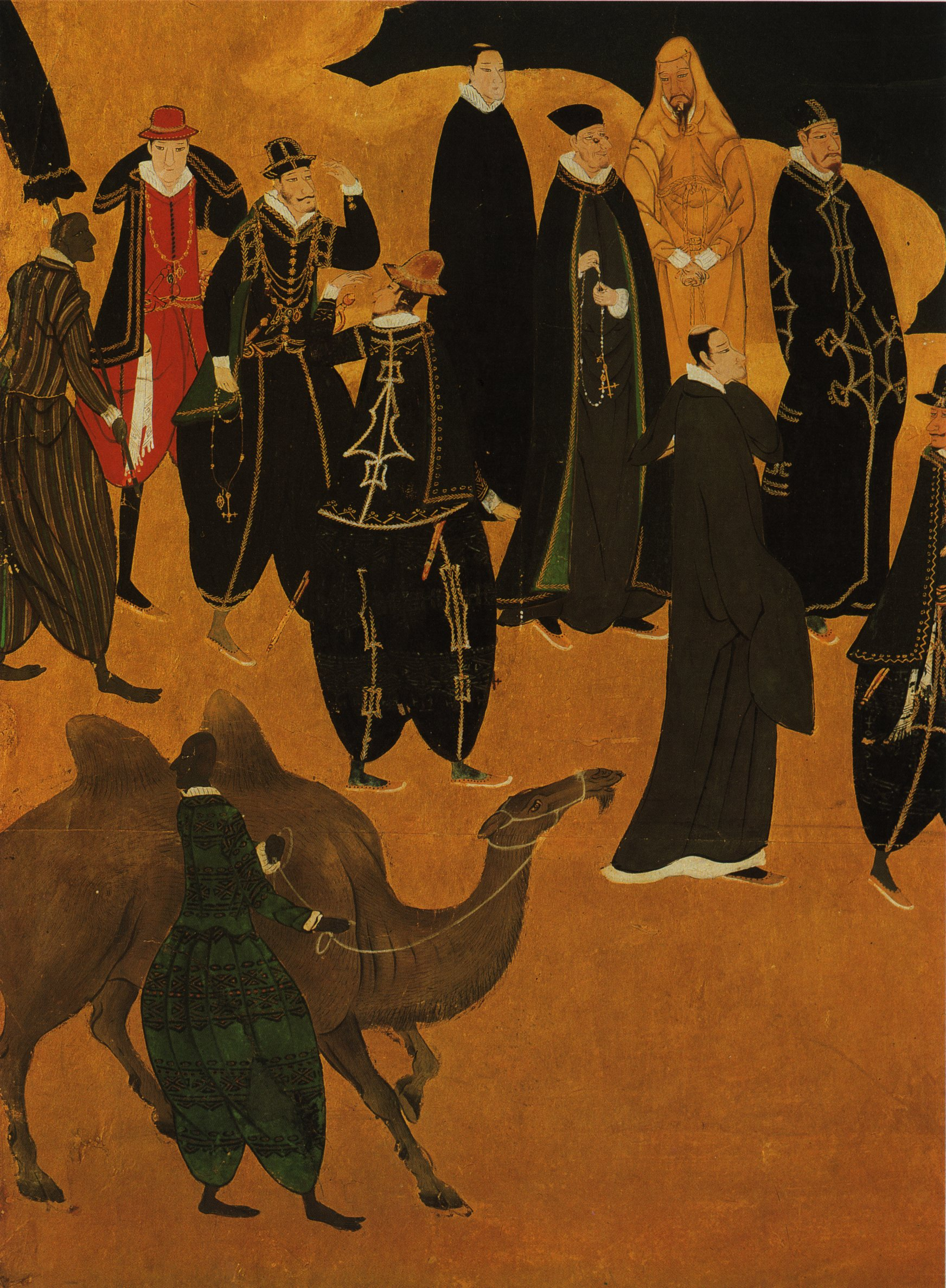
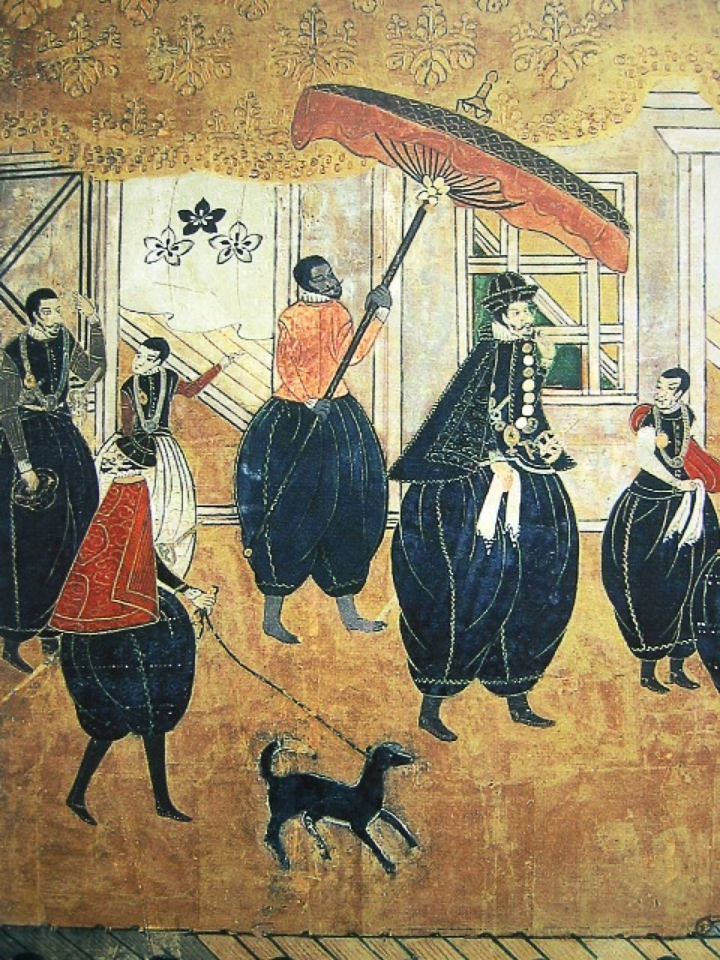
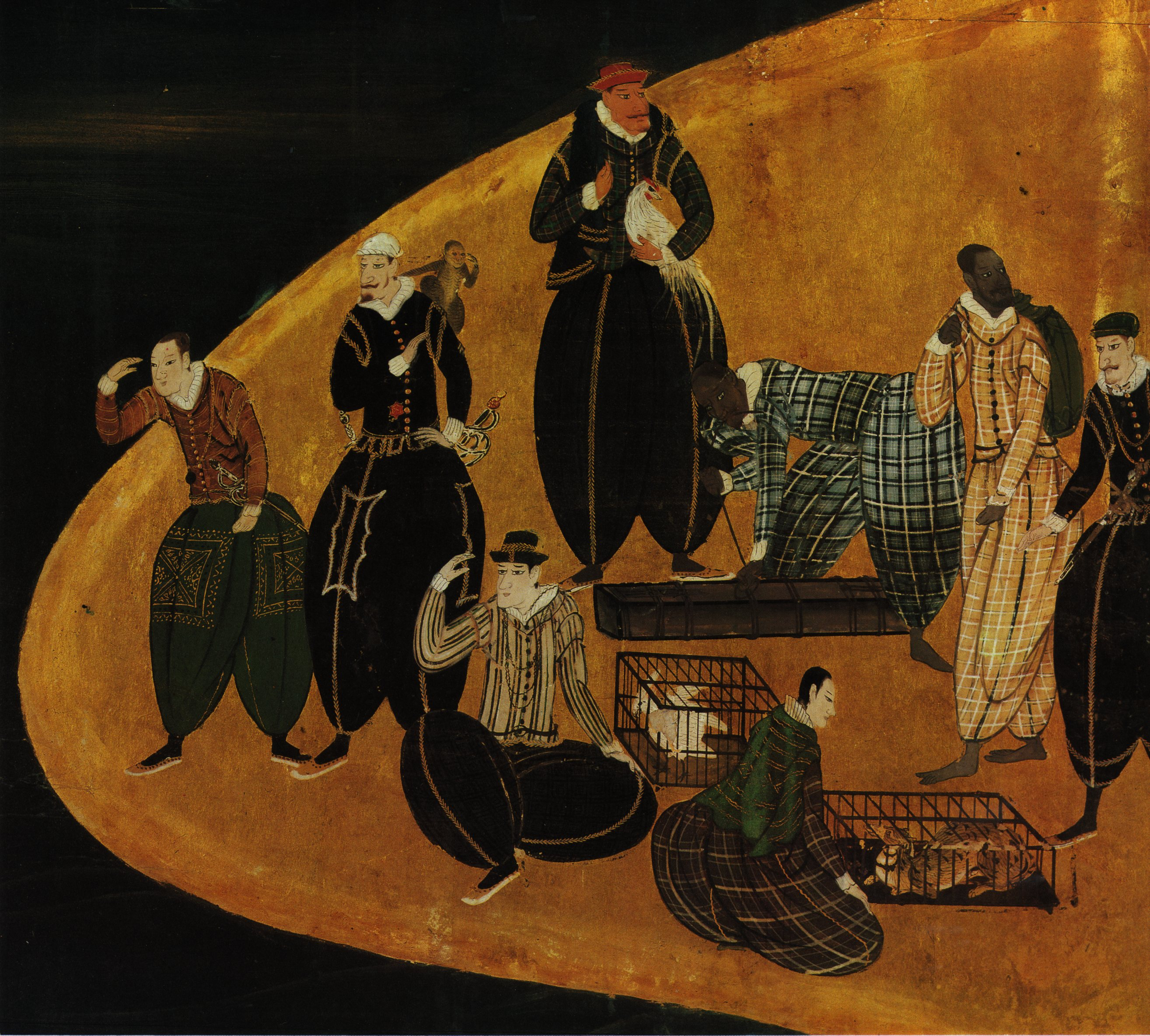
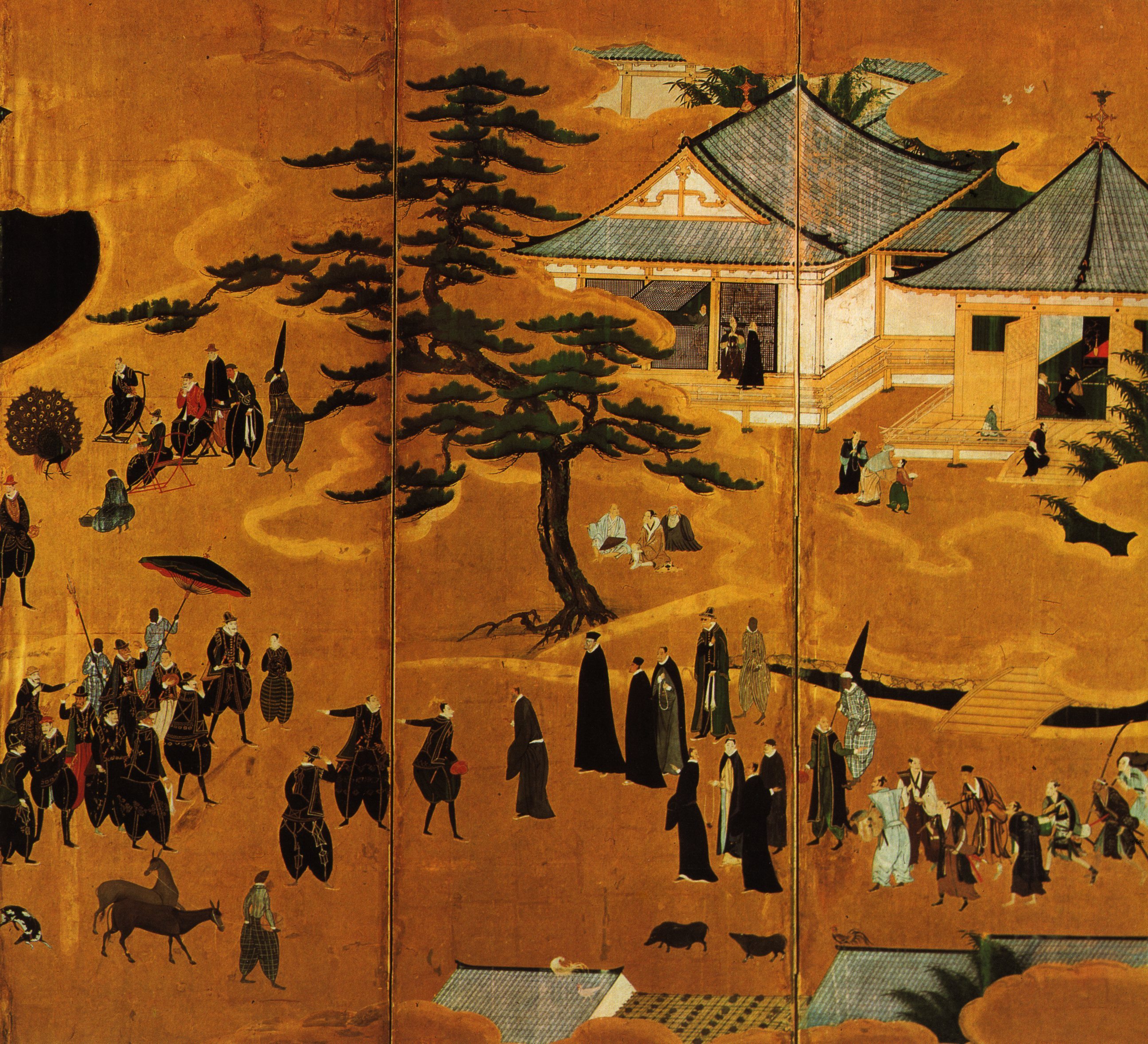
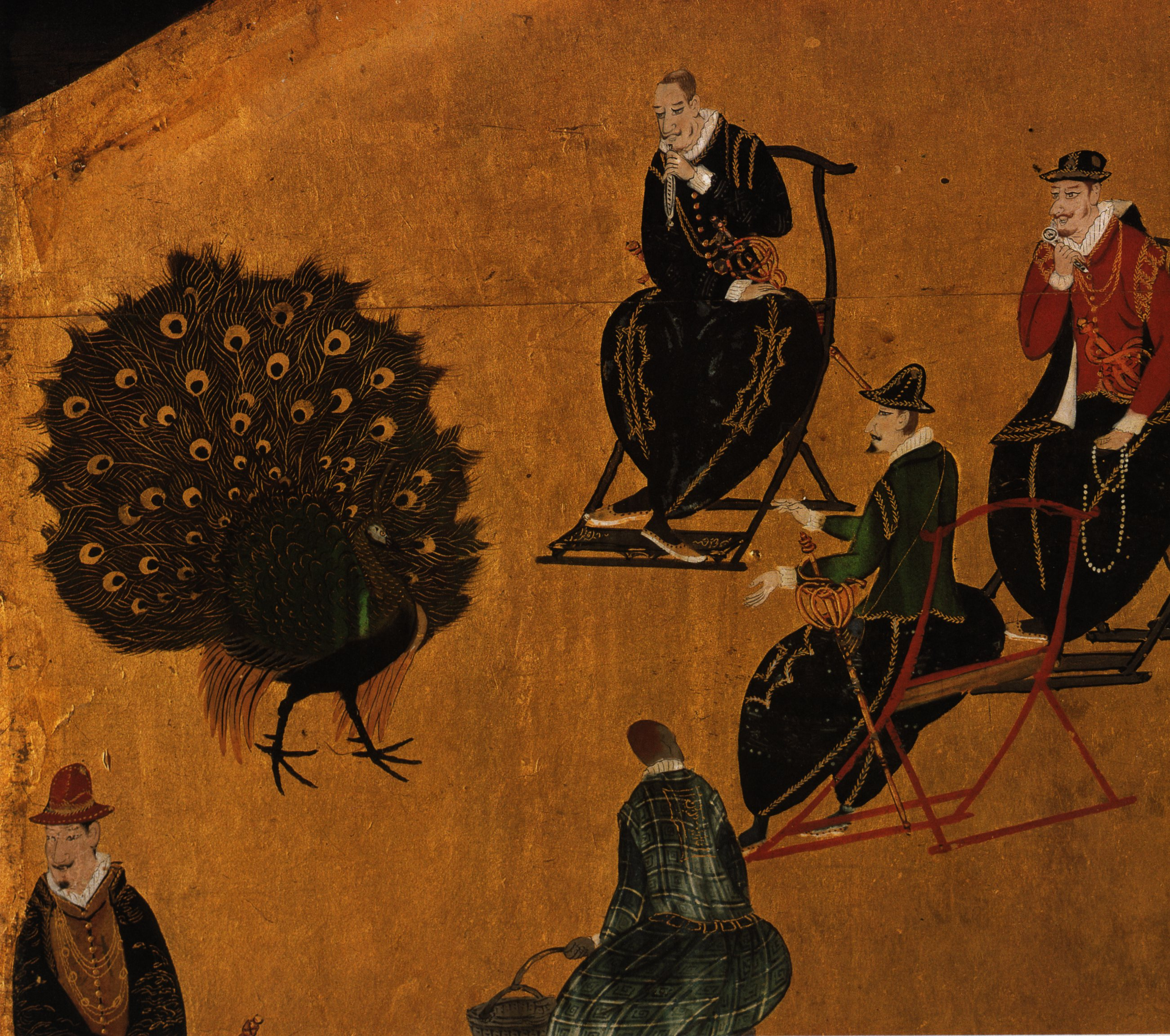